# Pítati

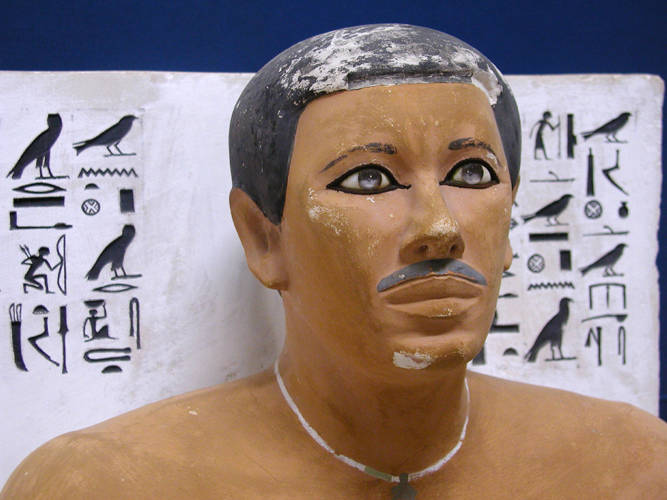
Rahotep, surintendant de l'armée et des fournitures militaires, comprenant les archers (en attestent les deux hiéroglyphes archer et carquois).

Les Pitati (égyptien : 𓌔𓏏𓏭𓂡 pḏ.tj, cunéiforme : 𒁉𒋫𒋾 piṭāti) sont un contingent d'archers de l'Égypte antique, souvent sollicités et envoyés pour soutenir les vassaux égyptiens à Canaan. Ils sont enregistrés dans la correspondance des lettres d'Amarna datant des années 1350 avant notre ère, et ont souvent été requis pour se défendre contre les attaques du peuple Apirou, des rois-vassaux rebelles, et des troupes étrangères des royaumes voisins (par exemple, Hatti).
Les cités vassales et les « cités-états » sollicitaient constamment la protection des armées pharaoniques, au moyen de cette « armée d'archers », qui était essentiellement une force de garnison. L'hébergement et la préparation de nourriture, boisson, paille et autres fournitures nécessaires, sont souvent exigée par le pharaon pour un petit ou un grand contingent.
Les forces d'archers pitati sont constituées de mercenaires du sud de l'Égypte, le « pays de Koush » (nommé Kaša, ou Kaši dans les lettres).
La première utilisation de mercenaires nubiens est faite par Ouni, vizir de la VIe dynastie pendant l'Ancien Empire, vers 2300 avant notre ère.

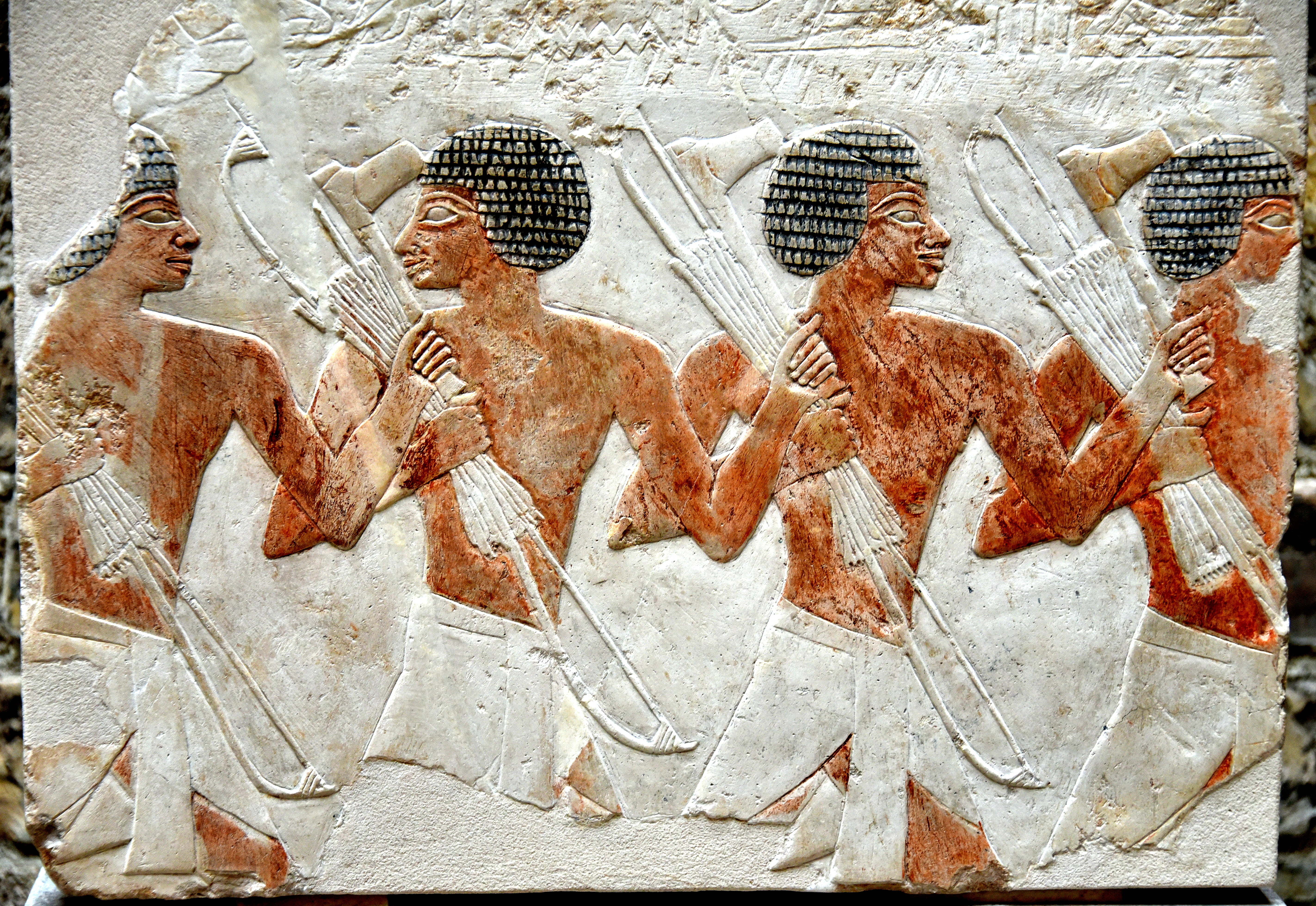
Groupe de soldats égyptiens et mercenaires nubiens tenant des haches, des arcs et des carquois de flèches.Temple funéraire d'Hatchepsout à Deir el-Bahari, env. 1470 avant notre ère. Neues Museum, Berlin

## Analyse
Une partie du débat dans l'analyse de l' « armée d'archers » est de savoir si l'armée accompagnait juste chaque année le commissaire ou l'envoyé du pharaon et extrayait ensuite un tribut, ou si son devoir était strictement militaire, en soutien du contrôle et de l'influence des frontières égyptiennes. La courte période des lettres d'Amarna, 15-20 ans, (17?), pourrait clarifier l'influence de l' « armée d'archers ».